# Acmaeodera ornata
Acmaeodera ornata är en skalbaggsart som först beskrevs av Fabricius 1775.  Acmaeodera ornata ingår i släktet Acmaeodera och familjen praktbaggar. Inga underarter finns listade i Catalogue of Life.

## Bildgalleri

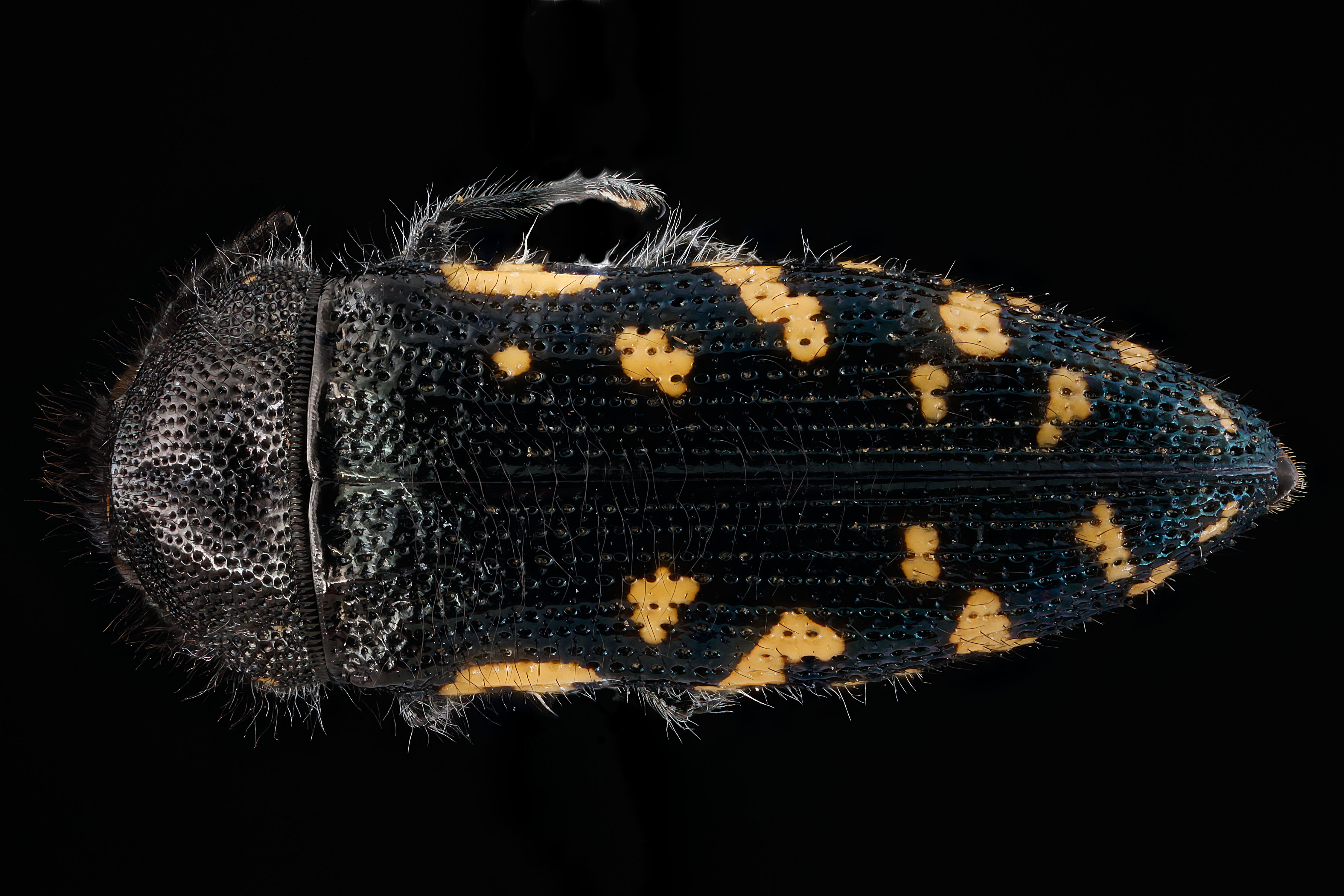